# 서버 기반 컴퓨팅
서버 기반 컴퓨팅(Server-Based Computing: SBC)은 애플리케이션이나 IT 정보 자원의 배포, 관리, 지원, 그리고 실행에 이르기까지, 모든 운영이 100% 서버에서 이루어지는 신개념 컴퓨팅 아키텍처이다.

## 같이 보기
- 스마트 금고
- 스마트 오피스
- 크롬북